# Котинга венесуельська
Котинга венесуельська (Cotinga nattererii) — вид горобцеподібних птахів родини котингових (Cotingidae).

## Поширення
Вид поширений у Колумбії, на північному заході Еквадору, східній і центральній Панамі, на заході Венесуели. Птах зустрічається у рівнинних дощових лісах та вторинних лісах до 900 м над рівнем моря.